# Goggia hewitti
Goggia hewitti là một loài thằn lằn trong họ Gekkonidae. Loài này được Branch, Bauer & Good miêu tả khoa học đầu tiên năm 1995.